# Nathan Baker
Nathan Luke Baker, född 23 april 1991 i Worcester, är en engelsk före detta fotbollsspelare. Han spelade främst som mittback eller vänsterback.

## Karriär
Den 28 juli 2017 värvades Baker av Bristol City, där han skrev på ett fyraårskontrakt. I juni 2021 förlängde Baker sitt kontrakt i klubben med två år. Den 29 augusti 2022 meddelade Baker att han avslutade sin fotbollskarriär.